# Mallory Franklin
Mallory Franklin (Windsor, 19 de junio de 1994) es una deportista británica que compite en piragüismo en la modalidad de eslalon.
Participó en dos Juegos Olímpicos de Verano, en los años 2020 y 2024, obteniendo una medalla de plata en Tokio 2020, en la prueba de C1 individual. En los Juegos Europeos de Cracovia 2023 consiguió dos medallas, plata en C1 por equipos y bronce en C1 individual.
Ganó diecisiete medallas en el Campeonato Mundial de Piragüismo en Eslalon entre los años 2013 y 2023, y veinte medallas en el Campeonato Europeo de Piragüismo en Eslalon entre los años 2012 y 2024.

## Palmarés internacional
| Juegos Olímpicos   | Juegos Olímpicos               | Juegos Olímpicos  | Juegos Olímpicos |
| Año                | Lugar                          | Medalla           | Competición      |
| ------------------ | ------------------------------ | ----------------- | ---------------- |
| 2020               | Tokio (Japón)                  | Medalla de plata  | C1 individual    |
| Campeonato Mundial |                                |                   |                  |
| Año                | Lugar                          | Medalla           | Competición      |
| 2013               | Praga (República Checa)        | Medalla de plata  | C1 individual    |
| 2014               | Deep Creek (Estados Unidos)    | Medalla de plata  | C1 individual    |
| 2014               | Deep Creek (Estados Unidos)    | Medalla de plata  | C1 por equipos   |
| 2017               | Pau (Francia)                  | Medalla de oro    | C1 individual    |
| 2017               | Pau (Francia)                  | Medalla de oro    | C1 por equipos   |
| 2018               | Río de Janeiro (Brasil)        | Medalla de oro    | C1 por equipos   |
| 2018               | Río de Janeiro (Brasil)        | Medalla de plata  | K1 individual    |
| 2018               | Río de Janeiro (Brasil)        | Medalla de plata  | C1 individual    |
| 2018               | Río de Janeiro (Brasil)        | Medalla de bronce | K1 por equipos   |
| 2019               | Seo de Urgel (España)          | Medalla de oro    | K1 por equipos   |
| 2021               | Bratislava (Eslovaquia)        | Medalla de oro    | K1 por equipos   |
| 2021               | Bratislava (Eslovaquia)        | Medalla de plata  | C1 individual    |
| 2022               | Augsburgo (Alemania)           | Medalla de bronce | C1 individual    |
| 2022               | Augsburgo (Alemania)           | Medalla de bronce | C1 por equipos   |
| 2023               | Londres (Reino Unido)          | Medalla de oro    | C1 individual    |
| 2023               | Londres (Reino Unido)          | Medalla de oro    | C1 por equipos   |
| 2023               | Londres (Reino Unido)          | Medalla de bronce | K1 por equipos   |
| Juegos Europeos    |                                |                   |                  |
| Año                | Lugar                          | Medalla           | Competición      |
| 2023               | Cracovia (Polonia)             | Medalla de plata  | C1 por equipos   |
| 2023               | Cracovia (Polonia)             | Medalla de bronce | C1 individual    |
| Campeonato Europeo |                                |                   |                  |
| Año                | Lugar                          | Medalla           | Competición      |
| 2012               | Augsburgo (Alemania)           | Medalla de plata  | C1 individual    |
| 2014               | Viena (Austria)                | Medalla de oro    | C1 por equipos   |
| 2015               | Markkleeberg (Alemania)        | Medalla de plata  | C1 individual    |
| 2015               | Markkleeberg (Alemania)        | Medalla de bronce | C1 por equipos   |
| 2016               | Liptovský Mikuláš (Eslovaquia) | Medalla de oro    | C1 por equipos   |
| 2016               | Liptovský Mikuláš (Eslovaquia) | Medalla de bronce | C1 individual    |
| 2017               | Tacen (Eslovenia)              | Medalla de oro    | C1 por equipos   |
| 2018               | Praga (República Checa)        | Medalla de oro    | C1 por equipos   |
| 2018               | Praga (República Checa)        | Medalla de plata  | C1 individual    |
| 2019               | Pau (Francia)                  | Medalla de oro    | C1 individual    |
| 2019               | Pau (Francia)                  | Medalla de oro    | C1 por equipos   |
| 2019               | Pau (Francia)                  | Medalla de plata  | K1 individual    |
| 2021               | Ivrea (Italia)                 | Medalla de oro    | K1 por equipos   |
| 2021               | Ivrea (Italia)                 | Medalla de plata  | C1 por equipos   |
| 2022               | Liptovský Mikuláš (Eslovaquia) | Medalla de oro    | C1 individual    |
| 2022               | Liptovský Mikuláš (Eslovaquia) | Medalla de plata  | K1 por equipos   |
| 2022               | Liptovský Mikuláš (Eslovaquia) | Medalla de plata  | K1 extremo       |
| 2022               | Liptovský Mikuláš (Eslovaquia) | Medalla de bronce | K1 individual    |
| 2024               | Tacen (Eslovenia)              | Medalla de bronce | K1 individual    |
| 2024               | Tacen (Eslovenia)              | Medalla de bronce | C1 por equipos   |